# Joseph Sebastian Grüner
Joseph Sebastian Grüner (* 15. Februar 1780 in Eger, Elbogener Kreis; † 16. Januar 1864 ebenda) war ein Jurist und Kriminalrat. Der Heimatforscher des Egerlandes war ein geschätzter Freund des Dichters Johann Wolfgang von Goethe.

## Leben
Grüner, ein Sohn des Bürgers und Hutmachers Sigismund Joseph Grüner (1744–1793) und dessen Ehefrau Anna Margarethe geb. Becker (1749–1821), war Absolvent der Lateinschule in Eger, später Student der Rechtswissenschaften an der Universität Prag. Nach Studienabschluss und Berufstätigkeit in einer Rechtsanwaltskanzlei in Prag war er in den Jahren von 1807 bis 1864 Magistrats- und Kriminalrat in Eger. Er lernte Johann Wolfgang von Goethe, der auf dem Weg zu einer Kur war, bei dessen Aufenthalt in der Stadt Eger kennen und es entstand eine langjährige Freundschaft. Joseph Sebastian Grüner war Mitglied der Böhmischen Patriotischen Gesellschaft in Prag sowie der Russisch Kaiserlichen Mineralogischen Gesellschaft in Sankt Petersburg und erhielt für seine Verdienste um die Wissenschaft die Großherzoglich Weimar’sche Goldene Medaille. Seine mineralogischen Sammlungen gelangten nach seinem Tod ins Museum des Stifts Tepl in Westböhmen.

## Familie
Joseph Sebastian Grüner und seine Ehefrau Theresia Zembsch (1788–1862) hatten aus ihrer 1811 geschlossenen Ehe vier Söhne und eine Tochter. Zwei seiner Söhne, Josef Ritter von Grüner (1813–1889) und Ignaz Ritter von Grüner (1816–1901), wurden 1875 in den Adelsstand erhoben.

## Werke (Auswahl)
- Beiträge zur Geschichte der königl. Stadt Eger und des Eger'schen Gebiets. Aus Urkunden. J. G. Calve, Prag 1843 (Digitalisat).
- Über die ältesten Sitten und Gebräuche der Egerländer. 1825, neu aufgelegt in: Beiträge zur deutsch-böhmischen Volkskunde. Verlag Calve, Prag 1901.
- Briefwechsel und mündlicher Verkehr zwischen Goethe und dem Rathe Grüner. Verlag Gustav Meyer, Leipzig 1853.